# Pelophylax bedriagae
Pelophylax bedriagae é uma espécie de anfíbio anuro da família Ranidae. É considerada pouco preocupante pela Lista Vermelha da UICN. Está presente em Egito, Grécia, Israel, Jordânia, Líbano, Malta, Síria e Turquia. Foi introduzida em Malta.